# Dieter Bröring
Dieter Clemens Bröring (* 1963) ist ein deutscher Chirurg. 

## Leben und Wirken
Bröring schloss 1992 sein Medizinstudium an der Heinrich-Heine-Universität Düsseldorf ab und wurde 1997 Facharzt für Chirurgie. Er habilitierte sich 2004 im Fach Chirurgie an der Universität Hamburg und 2006 in Klinischer Hepatologie an Semmelweis-Universität in Budapest. Von 2000 bis 2006 war er stellvertretender Leiter der Klinik für Hepatobiliäre Chirurgie und Transplantationschirurgie am Universitätsklinikum Hamburg-Eppendorf. 2009 wurde er Sektionsleiter für Transplantation der Klinik für Allgemeine Chirurgie und Thoraxchirurgie am Universitätsklinikum Schleswig-Holstein, Campus Kiel. Im Folgejahr wechselte er nach Riad. Er leitet dort das Zentrum für Organtransplantationen, ist Direktor der Klinik für Chirurgie am King Faisal Specialist Hospital & Research Centre und hat eine Professur für Chirurgie an der Alfaisal University inne.
Dieter Bröring zählt zu den renommiertesten Chirurgen für verschiedene Formen der Lebertransplantation.
In vom ARD-Magazin MONITOR ausgestrahlten Sendungen vom 23. August 2007 und 13. September 2007 wurden Bröring mögliche Verstöße gegen das Transplantationsgesetz vorgehalten. Es sollten angeblich Lebertransplantationen bei Bürgern aus Saudi-Arabien vorgenommen worden sein, welche nach den Bestimmungen von Eurotransplant nur in Ausnahmefällen für Wartelisten-Patienten außerhalb des Eurotransplantraumes zustehen. Die Leitung des Universitätsklinikums Schleswig-Holstein hat daraufhin Strafanzeige gegen unbekannt wegen Verleumdung und übler Nachrede gestellt. Das Landgericht Hamburg urteilte am 7. Juli 2009, nachdem es zuvor eine einstweilige Verfügung zur Unterlassung der Verbreitung der Anschuldigungen erlassen hatte, dass der WDR die haltlosen Anschuldigungen zu widerrufen und gleichzeitig Schadenersatz zu leisten hat.